# 코페트다그산맥

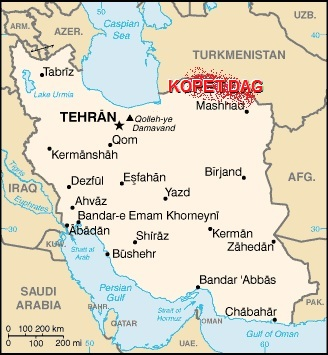
코페트다그 산맥

코페트다그 산맥(Kopet Dag, 페르시아어: کپه‌داغ, 투르크멘어: Köpetdag 쾨페트다그)은 이란과 투르크메니스탄의 국경에 있는 산맥이다. 투르크멘-호라산 산맥으로도 알려져있다.